# Szépföldi József
Szépföldi József (Erzsébetfalva, 1919. december 29. – 1996. október 3.) magyar labdarúgó.

## Pályafutása
1934-ben igazolta le a Pesterzsébeti MTK. 1942 és 1944 között a Kispesti AC játékosa. 1944-ben egy rövid ideig a Diósgyőri VTK csapatában szerepelt, de vissza kellett térnie Budapestre a front közeledtével a második világháború alatt. A háború után az EMTK játékosa lett és itt játszott 1948-ig.